# Niedermirsberg
Niedermirsberg ist ein Gemeindeteil der Stadt Ebermannstadt im Landkreis Forchheim (Oberfranken, Bayern).

## Geografie

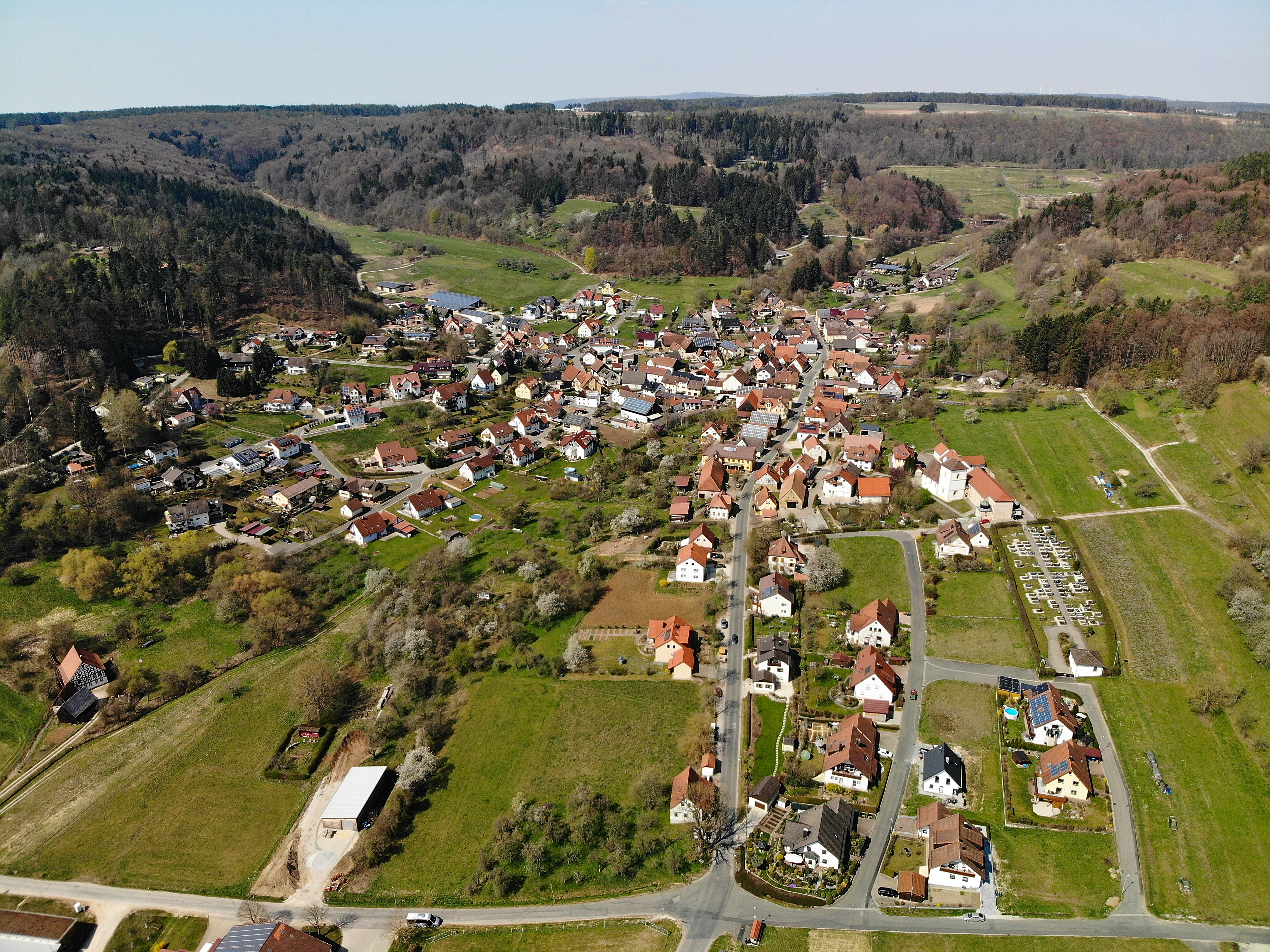
Luftaufnahme von Niedermirsberg

Das im Süden der Heiligenstädter Flächenalb gelegene Pfarrdorf befindet sich etwa drei Kilometer westnordwestlich des Ortszentrums von Ebermannstadt auf einer Höhe von 349 m ü. NHN.

## Geschichte
Bis zum Beginn des 19. Jahrhunderts unterstand Niedermirsberg der Landeshoheit des Hochstifts Bamberg. Die Dorf- und Gemeindeherrschaft übte dabei dessen Amt Forchheim in seiner Funktion als Vogteiamt aus. Auch die Hochgerichtsbarkeit stand diesem Amt in seiner Rolle als Centamt zu.
Als das Hochstift Bamberg infolge des Reichsdeputationshauptschlusses 1802/03 säkularisiert und unter Bruch der Reichsverfassung vom Kurfürstentum Pfalz-Baiern annektiert wurde, wurde Niedermirsberg ein Bestandteil der bei der „napoleonischen Flurbereinigung“ gewaltsam in Besitz genommenen neubayerischen Gebiete.
Durch die Verwaltungsreformen zu Beginn des 19. Jahrhunderts im Königreich Bayern wurde Niedermirsberg mit dem Zweiten Gemeindeedikt 1818 eine Ruralgemeinde. Im Zuge der Gebietsreform in Bayern wurde die Gemeinde Niedermirsberg am 1. April 1971 in die Stadt Ebermannstadt eingegliedert.

## Verkehr
Eine von der Kreisstraße FO 41 kommende Gemeindeverbindungsstraße durchquert den Ort und führt weiter nach Rüssenbach. Am südlichen Ortsrand von Niedermirsberg zweigt von dieser eine Straße ab, die nach Neuses führt. Der ÖPNV bedient das Dorf an einer Bushaltestelle der Buslinie 236 des VGN in Richtung Ebermannstadt und in die Gegenrichtung nach Weilersbach. Die nächstgelegenen Bahnhöfe befinden sich in Pretzfeld und Ebermannstadt, sie liegen beide an der Wiesenttalbahn.

## Baudenkmäler

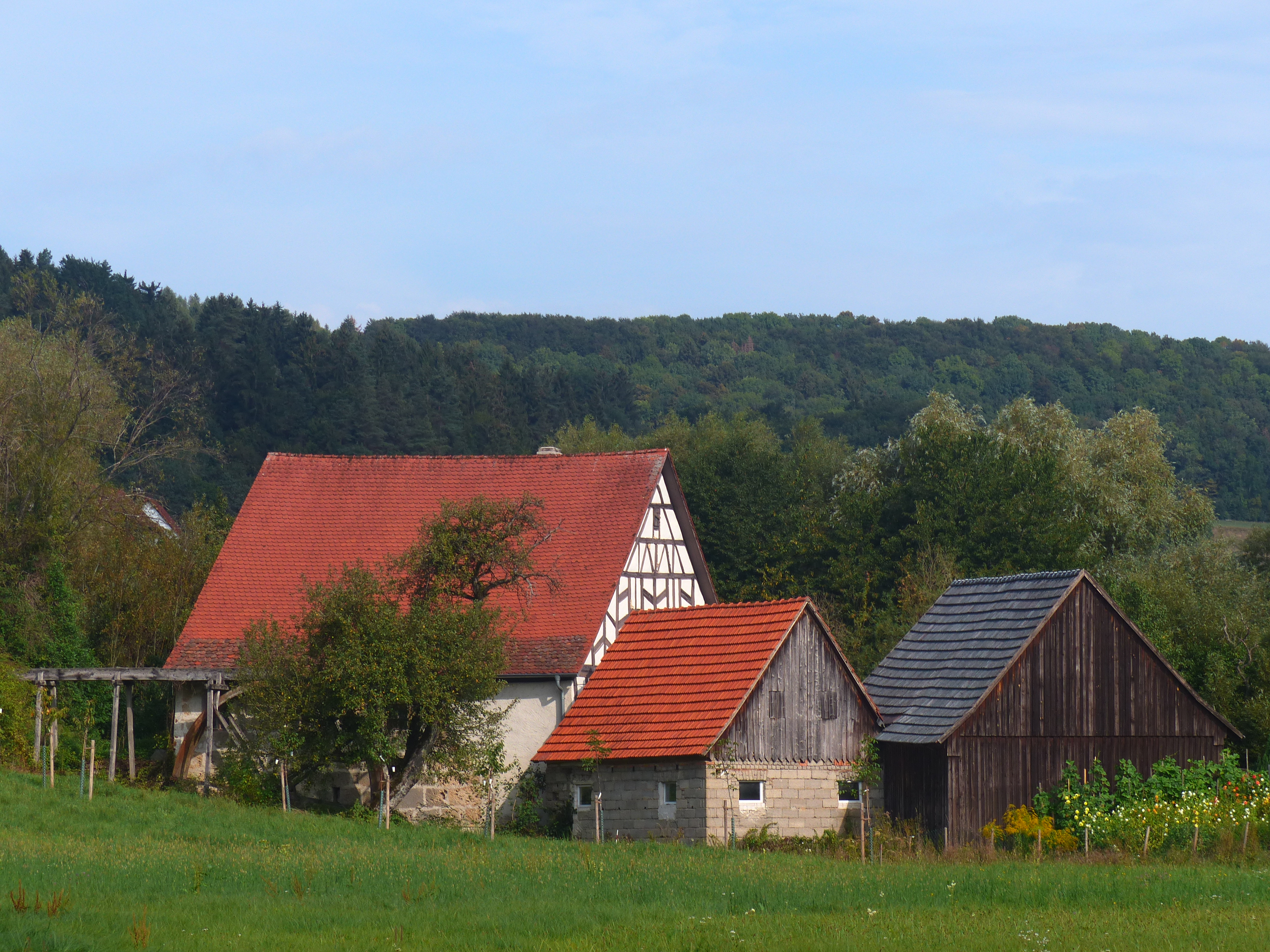
Die am südlichen Ortsrand gelegene Wassermühle

In und um Niedermirsberg gibt es vier denkmalgeschützte Objekte, darunter die katholische Filialkirche St. Jacobus maior und eine Wassermühle am südlichen Ortsrand, die aus dem 18. Jahrhundert stammt.